# Haval H9
Haval H9 — полноразмерный SUV, выпускаемый с 2014 года компанией Haval — подразделением китайского автопроизводителя Great Wall Motors. Флагманская модель компании, на его базе создан флагманский пикап Great Wall Pao. 
На российском рынке представлен с лета 2015 года, с осени 2019 года выпускается в России на тульском заводе компании.

## История
Модель была представлена в апреле 2014 года на Пекинском автосалоне, и с ноября 2014 года поступила в продажу в Китае. 
В июле 2015 года вышла на рынок России. В октябре 2015 года последовал выход на рынок Австралии. 
В 2017 году произошёл первый рестайлинг: новый передний бампер и решётка радиатора с тремя хромированными ребрами вместо пяти.
Весной 2019 года второй рестайлинг — модель получила заметно переработанную внешность — переработанную оптику и задние фонари, радиаторную решетку с двумя мощными горизонтальными планками, иные бампера с видоизмененными гнездами под «противотуманки».
- модель 2014-2016 годов
- 1-й рестайлинг 2017 года
- 2-й рестайлинг 2019 года

### Технические характеристики
Оснащается двумя 2-литровыми двигателями:
- турбодизель 4D20T — 190 л. с. и 420 Нм крутящего момента.
- бензиновый 4С20A — 251 л. с. и 350 Нм крутящего момента (245 л.с. в РФ)
- бензиновый 4С20В — 218 л. с. и 380 Нм крутящего момента (В РФ с 2021 года)

Схема полноприводной трансмиссии включает в себя многодисковую муфту BorgWarner для подключения передних колес при пробуксовке задних и  блокировку заднего межколесного дифференциала Eaton. Наряду с Mercedes Geländewagen, Jeep Wrangler, индийским вездеходом Force Gurkha среди серийных гражданских внедорожников Haval H9 получил функцию принудительной блокировки переднего межколесного дифференциала.
| Год  | Объём продаж |
| ---- | ------------ |
| 2014 | 5 102        |
| 2015 | 13 961       |
| 2016 | 11 504       |
| 2017 | 13 785       |
| 2018 | 14 635       |
| 2019 | 13 434       |
| 2020 | 22 035       |
| 2021 | 18 415       |
| 2022 | 13 605       |

| Год  | Объём продаж |
| ---- | ------------ |
| 2015 | 39           |
| 2016 | 72           |
| 2017 | 180          |
| 2018 | 419          |
| 2019 | 852          |
| 2020 | 1189         |
| 2021 | 2697         |
| 2022 | 2174         |

## Второе поколение
Разработка модели была заявлена в 2023 году. В комплектации указывалась рама от пикапа Great Wall Poer. В январе 2024 появились первые фотографии второго поколения автомобиля. Силовой агрегат и АКПП остались без изменений.